# Aizuchi
Aizuchi (相槌 o あいづち?) es un término japonés para las interjecciones frecuentes durante una conversación que indica que el oyente está prestando atención y entiende el mensaje del emisor. El aizuchi constantemente asegura al emisor que el oyente es activo y se encuentra involucrado en la conversación. 
El aizuchi es frecuentemente malinterpretado por personas que no hablan el idioma japonés como una manera de aceptar lo dicho de parte del que escucha, porque las palabras más comunes del aizuchi incluyen: 
- "hai", "ee", o "un" (sí, con distintas variantes de formalidad)
- "sō desu ne" (así pienso que es, entonces)
- "sō desu ka" (¿es esto así?)
- "hontō" o "hontō ni" (¿de veras?)
- El movimiento afirmativo con la cabeza.

Las relaciones laborales en particular pueden ser obstaculizadas por personas ajenas a este conocimiento, las cuales asumen que sus compañeros japoneses han asentido a sus sugerencias durante toda la conversación, cuando en realidad los japoneses solamente han confirmado que las sugerencias han sido entendidas.  
Aizuchi pueden también tomar la forma de las llamadas preguntas con eco, las cuales consisten en un sustantivo más "desu ka". Luego de que el Emisor A formula una pregunta, el Receptor B puede repetir un sustantivo seguido por "desu ka" para confirmar qué era a lo que el Emisor A se estaba refiriendo, o simplemente para mantener una comunicación activa mientras el Receptor B piensa una respuesta.
- Datos: Q411760